# Gustav von Kahr
Gustav Ritter von Kahr (Weißenburg in Bayern, 29 de novembro de 1862 — Campo de concentração de Dachau, 30 de junho de 1934) foi um político alemão, ativo na Baviera. Foi morto pela Gestapo na Noite das facas longas.

## Biografia
Depois de estudar direito e trabalhar por algum tempo como advogado, em 1917 ele entrou para o governo provincial da Alta Baviera, pouco antes da eclosão da revolução alemã de 1918. Em 14 de março de 1920, com o apoio do exército, foi nomeado primeiro-ministro da Baviera no lugar de Johannes Hoffmann, que renunciou após a tentativa de golpe de estado em Berlim organizada por Wolfgang Kapp.
Naqueles meses, a situação na Baviera continuava crítica: a tentativa de revolução comunista que no ano anterior levara à proclamação da República Soviética da Baviera havia deixado sua marca nas classes médias da região, que temiam uma nova insurreição bolchevique. Kahr pediu a ajuda do exército para suprimir o comunismo e não hesitou em fazer uso das organizações paramilitares ultranacionalistas que proliferavam na Alemanha naqueles anos. Em 1º de setembro de 1921, o governo da república de Weimar aprovou um decreto para proibir organizações extremistas de direita e Kahr renunciou. Em setembro de 1923, após nova violência e tumultos, o primeiro-ministro da Baviera, Eugen von Knilling, declarou a lei marcial e nomeou comissário de Estado (em alemão Staatskommissar) Gustav von Kahr, com poderes ditatoriais.

## O Putsch de Munique
Pouco depois, o general Erich Ludendorff e o líder do Partido Nazista Adolf Hitler - que queria imitar a Marcha de Mussolini em Roma - buscaram o apoio de Kahr para assumir o poder em Munique. Kahr se opôs, mas em 8 de novembro de 1923, Hitler, determinado, tentou o golpe na cervejaria Bürgerbräukeller, onde Kahr estava fazendo um discurso. 
Hitler invadiu o salão da cervejaria encabeçando um grupo SA (a milícia paramilitar do partido nazista) e, saltando para uma mesa e disparando dois tiros para o ar, anunciou a proclamação de um novo governo alemão, exigindo o apoio de Kahr e do governo da Baviera. Mais uma vez, Kahr se opôs, mas, ameaçado de morte, temporariamente alinha. Hitler fará então reféns entre o governo bávaro e marchará com seus apoiantes rumo ao Ministério de Defesa da Baviera. Seguir-se-á confrontação com a polícia, tiros e mortes. Hitler e Ludendorff são forçados a esconder-se fora da cidade mas terminam presos.
A falta de apoio continuado de Kahr ao golpe, de agir para neutralizar a polícia de Munique, fá-lo-á perder popularidade entre os seus apoiantes, e demitir-se-á a Fevereiro de 1924.

## Morte
Mais de 10 anos depois, em 30 de junho de 1934, durante a chamada noite das facas longas, Kahr pagará pela sua falta de apoio aos nazis. Preso em Munique, ele foi morto por alguns SS e seu corpo foi jogado em um pântano perto de Dachau.